# Gary Snyder
Gary Snyder, född 8 maj 1930 i San Francisco, är en amerikansk lingvist, antropolog, poet och miljöaktivist, ofta förknippad med beatgenerationen. Han har studerat klassisk kinesiska vid Berkeley. Under 1956 levde han i ett japanskt kloster för att studera Zenbuddism.
Jack Kerouacs bok Dharmagänget skildrar hur poeten och miljöaktivisten Gary Snyder fick Kerouac att kliva ur bilen och ge sig ut bland bergen. Han representerar i boken ’Darmagänget’ karaktären Japhy Ryder. Snyder figurerar även som Jarry Wagner i boken Desolation Angel och som Gary Snyder i Vanity of Duluoz.